# Communauté de communes de l’Orvin et de l’Ardusson
Die Communauté de communes de l’Orvin et de l’Ardusson ist ein französischer Gemeindeverband mit der Rechtsform einer Communauté de communes im Département Aube in der Region Grand Est. Sie wurde am 18. Dezember 2003 gegründet und umfasst 25 Gemeinden. Der Verwaltungssitz befindet sich im Ort Marigny-le-Châtel.

## Mitgliedsgemeinden
| Gemeinde                                           | Einwohner 1. Januar 2022 | Fläche km² | Dichte Einw./km² | Code INSEE | Postleitzahl |
| -------------------------------------------------- | ------------------------ | ---------- | ---------------- | ---------- | ------------ |
| Avant-lès-Marcilly                                 | 513                      | 27,62      | 19               | 10020      | 10400        |
| Avon-la-Pèze                                       | 209                      | 12,70      | 16               | 10023      | 10290        |
| Bercenay-le-Hayer                                  | 190                      | 14,63      | 13               | 10038      | 10290        |
| Bourdenay                                          | 123                      | 18,69      | 7                | 10054      | 10290        |
| Charmoy                                            | 63                       | 6,89       | 9                | 10085      | 10290        |
| Dierrey-Saint-Julien                               | 274                      | 21,25      | 13               | 10124      | 10190        |
| Échemines                                          | 84                       | 18,20      | 5                | 10134      | 10350        |
| Faux-Villecerf                                     | 215                      | 21,30      | 10               | 10145      | 10290        |
| Fay-lès-Marcilly                                   | 84                       | 5,76       | 15               | 10146      | 10290        |
| La Fosse-Corduan                                   | 213                      | 3,73       | 57               | 10157      | 10100        |
| Marcilly-le-Hayer                                  | 713                      | 34,34      | 21               | 10223      | 10290        |
| Marigny-le-Châtel                                  | 1.753                    | 20,31      | 86               | 10224      | 10350        |
| Mesnil-Saint-Loup                                  | 583                      | 11,40      | 51               | 10237      | 10190        |
| Origny-le-Sec                                      | 603                      | 16,31      | 37               | 10271      | 10510        |
| Orvilliers-Saint-Julien                            | 312                      | 23,92      | 13               | 10274      | 10170        |
| Ossey-les-Trois-Maisons                            | 589                      | 16,25      | 36               | 10275      | 10100        |
| Pouy-sur-Vannes                                    | 181                      | 15,82      | 11               | 10301      | 10290        |
| Prunay-Belleville                                  | 222                      | 25,65      | 9                | 10308      | 10350        |
| Rigny-la-Nonneuse                                  | 158                      | 18,19      | 9                | 10318      | 10290        |
| Saint-Flavy                                        | 297                      | 17,24      | 17               | 10339      | 10350        |
| Saint-Loup-de-Buffigny                             | 213                      | 10,16      | 21               | 10347      | 10100        |
| Saint-Lupien                                       | 231                      | 22,92      | 10               | 10348      | 10350        |
| Saint-Martin-de-Bossenay                           | 350                      | 16,26      | 22               | 10351      | 10100        |
| Trancault                                          | 181                      | 26,80      | 7                | 10383      | 10290        |
| Villadin                                           | 105                      | 12,35      | 9                | 10410      | 10290        |
| Communauté de communes de l’Orvin et de l’Ardusson | 8.459                    | 438,69     | 19               | –          | –            |